# Hibbertia oligocarpa
Hibbertia oligocarpa är en tvåhjärtbladig växtart som beskrevs av Toelken. Hibbertia oligocarpa ingår i släktet Hibbertia och familjen Dilleniaceae. Inga underarter finns listade i Catalogue of Life.